# در دايم

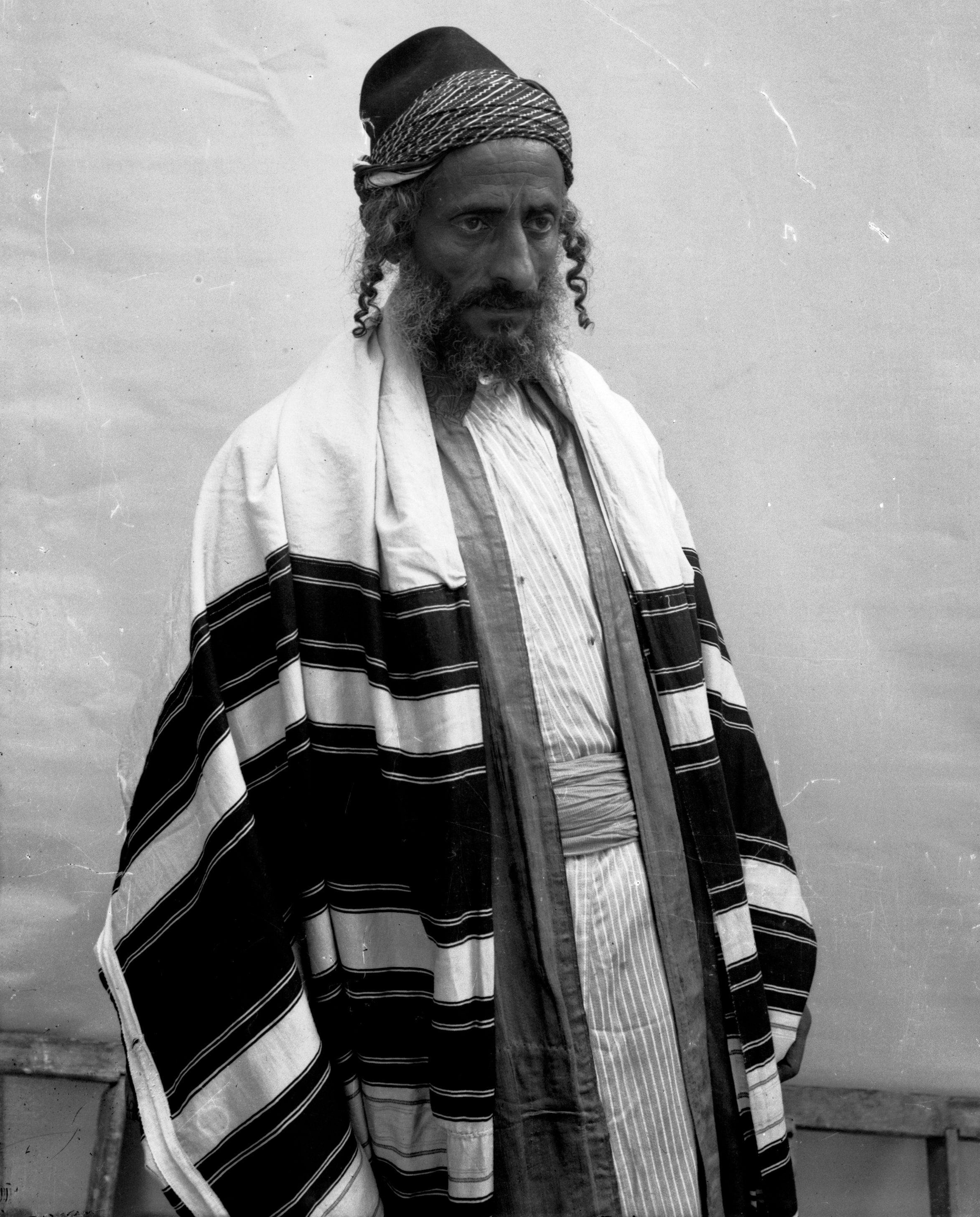
يهودي يمني في القدس، أواخر القرن التاسع عشر.

در داعيم (بالعبرية: דרדעים) أو بلغة صنعاء دردعة وينسب إليها دردعي ودرادعة. هي حركة يهودية تأسست في القرن التاسع عشر من قبل الحاخام اليمني يحيى قافيه، وكونت شبكتها الخاصة من المعابد والمدارس.
وكانت أهداف الحركة:
1. مكافحة تأثير التطورات اللاحقة في زوهار والقبالة الحديثة والتي كانت آنذاك منتشرة في الحياة اليهودية اليمنية والتي يعتقد الدر الدايم أنها غير منطقية ووثنية.
2. استعادة ما يعتقد أنه نهج عقلاني إلى اليهودية المتجذرة في المصادر الأصيلة بما في ذلك التلمود، سعدية غاوون وابن ميمون خاصة.
3. حماية التقليد الكبير باحتفال اليهود اليمنيين والذي يعتقد أنه يستند لهذا النهج.

اليوم لا توجد حركة در دايم بشكل رسمي ولكن يستخدم هذا المصطلح للأفراد والمعابد اليهودية داخل المجتمع اليمني (ومعظمهم في إسرائيل) الذين يتبادلون وجهات النظر الأصلية للحركة. وهناك أيضا بعض الجماعات داخل وخارج المجتمع اليمني على حد سواء.

## التاريخ

### خلفية: الطقوس البلديّة والشاميّة
منذ أوائل العصور الوسطى، اتبعت الجالية اليهودية اليمنية تعاليم موسى بن ميمون في جميع القضايا القانونية تقريبًا، وكان كتاب صلاتهم مطابقًا إلى حد كبير للنص الوارد في كتابه «سيفر أهافا». وهذا ما تشهد به كتابات العديد من الحاخامات المشهورين مثل موشه بن نحمان وعوفاديا مبرتينورا ويحيى صلاح. ولذلك فإن التقليد اليمني منفصل عن كل من تيارات السفارديم والأشكناز في اليهودية.
في القرنين السادس عشر والسابع عشر، أصبحت تعاليم القبالة، وخاصة في الشكل الذي دعا إليه إسحاق لوريا ومدرسته، شائعة بشكل متزايد في اليمن كما هو الحال في البلدان الأخرى. هذا لا يعني دائمًا تغييرًا في الليتورجيا؛ رأى لوريا نفسه أنه من الضروري الحفاظ على شكل الصلوات الموروثة من أسلاف المرء، بحيث تصل صلوات المرء إلى بوابة الجنة المناسبة لسبط المرء. ومع ذلك، فإن العديد من الأفراد والمجتمعات في جميع أنحاء العالم (بشكل أساسي اليهود الشرقيين ولكن أيضًا الحاسيديم) تخلوا عن طقوس أجدادهم لصالح الطقوس السفاردية المعدلة التي استخدمها لوريا ودائرته المباشرة، على أساس أن هذا الشكل من الصلاة وصل إلى «البوابة الثالثة عشرة» لأولئك الذين لم يعرفوا سبطهم.
سينعكس هذا الانقسام بين يهود اليمن. تبنت المجموعة الشامية الفرعية طقوسًا متأثرة بالسفارديم. احتفظ آخرون بطقوس الأجداد اليمنية، سواء قبلوا أو لم يقبلوا القبالة لاهوتياً. في القرن الثامن عشر، لضمان استمرار استخدام النص اليمني الأصلي، روج الحاخام يحيى صلاح (المعروف باسم مهاريتز) لتسوية وقدم إصدارًا جديدًا من كتاب الصلاة اليهودي اليمني الذي أنشأه. اتبع إلى حد كبير الطقوس اليمنية التقليدية (الميمونية)، لكنه قدم بعض التنازلات للقباليين، على سبيل المثال من خلال دمج ترنيمة لشاه دودي. أصبح هذا المعيار الجديد يُعرف باسم «البلدي»، على عكس الطقوس اللوريانية-السفاردية المعتمدة والتي عُرفت باسم الشامية. أثر التمييز أيضًا على أسئلة الفقه اليهودي، فقد استمر المجتمع البلدي في اتباع موسى بن ميمون بشكل حصري تقريبًا بينما قبل المجتمع الشامي أيضًا شولحان عاروخ.
في القرن الثامن عشر، أنتج اليمن شخصية مؤثرة في تعاليم القبالة هو شالوم شرعبي، الذي ترأس كنيس بيت إيل في القدس، وهو مركز عزلة النخبة للتطوير والصلاة في النظام اللورياني. بمرور الوقت، أصبحت الممارسات القبالية شائعة أكثر فأكثر بين يهود اليمن لدرجة أن المجتمع البلدي أصبح محليًا فقط حول منطقة العاصمة صنعاء. اليوم، نظرًا لأن غالبية يهود اليمن هم خارج اليمن وعلى اتصال وثيق مع اليهود الأشكناز والسفارديين، يمكن إدراك أن النسبة التي ينتشر بها منظور دور دايم (وإن كان في شكل مختلف عن الأصلي) ليس كبيرًا.